# مجزرة الموصل 2007
مجزرة الموصل عام 2007 هي عملية قتل جماعي وقعت يوم 23 نيسان 2007 قام به مسلحون بالقرب من الموصل، في شمال العراق انتقاما لمقتل دعاء خليل أسود وراح ضحيتها 23 يزيديا.

## أحداث العملية
قام أهالي من بلدة بعشيقة بمحافظة نينوى في 7 نيسان 2007 برجم دعاء خليل أسود حتى الموت بعد أن اتهمت بالزنا، ما أدى لانتشار إشاعات في مواقع إسلامية مفادها أن الفتاة رجمت بسبب إسلامها وظهرت دعوات للانتقام لمقتلها.
وفي يوم 23 نيسان قام مسلحون قيل انهم ينتمون إلى تنظيم سني مسلح باختطاف حافلة تقل عمال مصنع للغزل والنسيج بالقرب من الموصل. وبعد فحص بطاقات هوية الركاب، طلب المختطفين من الركاب المسلمين والمسيحيين الارتجال من الحافلة. واصطحبوا باقي العمال وهم 23 وجميعهم يزيديون، إلى منطقة مهجورة شرقي الموصل حيث أمروا بالانبطاح أمام حائط وتم رميهم بالرصاص.
وقد تم تصوير هذه العملية حيث ظهرت في عدة مواقع على الإنترنت.